# 1000
| [ Edytuj tabelę ]              |                                                    |
| Książę Polski                  | - 992 Bolesław I Chrobry 1025                      |
| Król Anglii                    | - 978 Ethelred II Bezradny 1016                    |
| Hrabia Aragonii i król Nawarry | - 994 García II 1000 - 1000 Sancho III Wielki 1035 |
| Hrabia Barcelony               | - 992 Rajmund Borrell 1017                         |
| Książę Bawarii                 | - 995 Henryk IV 1005                               |
| Książę Burgundii               | - 965 Odo-Henryk 1002                              |
| Cesarz Bizancjum               | - 976 Bazyli II Bułgarobójca 1025                  |
| Car Bułgarii                   | - 976 Samuel Komitopul 1014                        |
| Cesarz Chin                    | - 997 Song Zhenzong 1022                           |
| Książę Czech                   | - 999 Bolesław III Rudy 1002                       |
| Król Danii                     | - 987 Swen Widłobrody 1014                         |
| Władca Egiptu                  | - 996 Al-Hakim 1021                                |
| Król Francji                   | - 996 Robert II Pobożny 1031                       |
| Król Gruzji                    | - 961 Dawid III 1001                               |
| Hrabia Holandii                | - 993 Dirk III 1039                                |
| Cesarz Japonii                 | - 986 Ichijō 1011                                  |
| Kalif                          | - 991 Al-Qadir 1031                                |
| Hrabia Kastylii                | - 995 Sancho I Garcia 1017                         |
| Król Kastylii                  | - 1000 Sancho III 1035                             |
| Król Khmerów                   | - 968 Dżajawarman V 1001                           |
| Wielki książę Kijowa           | - 978 Włodzimierz I Wielki 1015                    |
| Patriarcha Konstantynopola     | - 999 Sergiusz II 1019                             |
| Władca Korei                   | - 997 Mokjong 1009                                 |
| Król Leónu                     | - 999 Alfons V 1028                                |
| Król Munsteru                  | - 978 Brian Śmiały 1014                            |
| Król Norwegii                  | - 999 Swen Widłobrody 1015                         |
| Hrabia Palatynatu              | - 994 Ezzon 1034                                   |
| Papież                         | - 999 Sylwester II 1003                            |
| Hrabia Portugalii              | - 999 Mendo II 1008                                |
| Cesarz Rzymski (niemiecki)     | - 996 Otton III 1002                               |
| Książę Saksonii                | - 973 Bernard I 1011                               |
| Król Szkocji                   | - 997 Kenneth III 1005                             |
| Król Szwecji                   | - 995 Olaf Skötkonung 1022                         |
| Doża Wenecji                   | - 991 Pietro II Orseolo 1009                       |
| Książę Węgier                  | - 997 Stefan I Święty 1000                         |
| Król Węgier                    | - 1000 Stefan I Święty 1038                        |
| Cesarz Wietnamu                | - 980 Lê Hoàn 1005                                 |

Rok 1000 / M
stulecia: IX wiek ~
X wiek ~
XI wiek

lata: 990 «
995 «
996 «
997 «
998 «
999 «
1000
» 1001
» 1002
» 1003
» 1004
» 1005
» 1010

## Wydarzenia w Polsce
- Spotkanie cesarza Ottona III z Bolesławem Chrobrym w osadzie Ilva.
- 7–15 marca – Zjazd gnieźnieński.
- Uroczysta intronizacja Radzima Gaudentego, brata świętego Wojciecha na pierwszego arcybiskupa gnieźnieńskiego.
- Lokalizacja biskupstw w Kołobrzegu, Krakowie i Wrocławiu; biskupstwo poznańskie pozostanie niezależne do śmierci ówczesnego biskupa misyjnego Ungera (zm. 1012).

## Wydarzenia na świecie
- 9 września – zwycięstwo floty szwedzko-duńskiej nad norweską w bitwie morskiej pod Svold.
- 9 października – Leif Eriksson dobił do brzegów Winlandii, jako pierwszy udokumentowany Europejczyk postawił stopę na ziemi kanadyjskiej.
- 25 grudnia – Stefan I oddał Węgry w lenno papieżowi i za pozwoleniem papieża oraz cesarza Ottona III koronował się na króla.
- Początek chrystianizacji Islandii.
- Wenecja objęła protektorat nad Istrią i Dalmacją.
- Pieczyngowie zajęli Mołdawię (data sporna lub przybliżona).
- W Chinach wynaleziono proch strzelniczy (data sporna lub przybliżona).
- Ludność świata wynosiła od 254 do 345 mln osób[1]. W tym ludność Europy – 42 mln[2].

## Urodzili się
- Gilbert de Brionne, normandzki szlachcic, hrabia d’Eu i hrabia Brionne, jedyny syn hrabiego Godfryda, syna księcia Normandii Ryszarda I Nieustraszonego (zm. 1040).
- Konstantyn IX Monomach, cesarz bizantyjski (zm. 1055).
- Otto Bolesławowic, polski książę, brat Mieszka II (data sporna lub przybliżona) (zm. 1033).
- Robert I Wspaniały, książę Normandii w latach 1028–1035 (zm.  1035).

## Zmarli
- 4 lipca – Hugon I de Ponthieu, hrabia Ponthieu (ur. ?)
- 9 września – Olaf I Tryggvason, król Norwegii (ur. w latach 963–968)
- data dzienna nieznana:
  - Malfryda, prawdopodobnie żona wielkiego księcia kijowskiego Włodzimierza I Wielkiego (ur. ?)
  - Rogneda, kniaziówna połocka, córka księcia Rogwołoda, jedna z żon wielkiego księcia kijowskiego Włodzimierza I Wielkiego (ur. ?)
  - Thyra duńska, królowa Norwegii (ur. ?)